# Feltria
Die Feltria war ein 1891 in Dienst gestelltes Dampfschiff, das in seinen 26 Dienstjahren insgesamt sieben Reedereien angehörte, darunter ab 1916 der britischen Cunard Line, die es als Passagier- und Frachtschiff auf dem Nordatlantik einsetzte. Am 5. Mai 1917 wurde die Feltria vor der südirischen Küste von einem deutschen U-Boot versenkt.

## Geschichte
Das 5.324 BRT große Dampfschiff wurde auf der Werft William Denny and Brothers in der schottischen Hafenstadt Dumbarton für die britische Reederei British India Steam Navigation Company gebaut und lief am 9. Juni 1891 unter dem Namen Avoca vom Stapel. Es handelte sich um des zuletzt fertiggestellte von drei Schwesterschiffen. Die anderen beiden waren die Jumna (1886) und die Jelunga (I) (1890). Es konnten 80 Passagiere in der Ersten und 1000 in der Dritten Klasse befördert werden. Am 25. August 1891 lief die Avoca zu ihrer Jungfernfahrt über Kalkutta nach Brisbane im Dienst des Queensland Royal Mail Service aus.
Das 128,01 Meter lange und 14,69 Meter breite Schiff hatte einen Schornstein, drei Masten und einen einzelnen Propeller und war mit der Takelage eines Schoners ausgestattet. Es wurde von Vierfachexpansions-Dampfmaschinen angetrieben, die eine Leistung von 666 PSi erbrachten und eine Höchstgeschwindigkeit von 14 Knoten ermöglichten.

## Frühe Jahre
Im Jahr 1896 wurde die Avoca vorübergehend an die spanische Reederei Compañia Trasatlántica Española (CTE) verchartert, die im englischen Sprachraum als Spanish Line bekannt war. Für dieses Unternehmen verkehrte das Schiff unter dem Namen San Fernando zwischen Zentralamerika und Kuba und beförderte überwiegend Truppen. Gegen Ende desselben Jahres wurde das Schiff wieder British India übergeben und unter dem alten Namen erneut im Australien-Service eingesetzt. In den Jahren 1899 und 1900 führte die Avoca insgesamt vier Truppenfahrten zwischen Indien und Südafrika im Zweiten Burenkrieg aus. Es folgte eine fünfte Fahrt im Dienst als Hospitalschiff. 1903 wurde sie ihren Eignern rücküberstellt.
1907 wurde das Schiff an die dänische Reederei East Asiatic Company verkauft, für die es als Atlanta im Dienst war. Während dieser Zeit diente sie als königliche Yacht für einen Besuch des dänischen Königspaares in Grönland. Im darauffolgenden Jahr ging das Schiff an die New York & Continental Line über, die wieder den ursprünglichen Namen Avoca verwendete. Am 1. April 1908 lief die Avoca zu ihrer ersten Fahrt auf der Route Hamburg–Rotterdam–Halifax–New York aus. Im Juli 1908 kollidierte sie mit 300 Passagieren an Bord beim Einlaufen in Hoek van Holland (Niederlande) mit einem vor Anker liegenden deutschen Dampfer. Die New York & Continental Line ging als Folge davon bankrott und das Schiff wurde für 15.000 Pfund Sterling an C. G. Ashdown versteigert.
Zwei Monate später wurde es für 35.000 Pfund Sterling an die North West Transport Line verkauft, die das Schiff in Uranium umbenannte. Der Dampfer war jedoch in einem schlechten Zustand und wurde nur noch für den Auswandererverkehr eingesetzt. Am 3. April 1909 nahm die Uranium ihren Dienst zwischen Rotterdam und New York wieder auf. Bis zum 9. April 1910 vollendete sie neun Atlantiküberquerungen auf dieser Route. Im selben Jahr wurde sie an die Uranium Steamship Company verkauft, die den Namen Uranium beibehielt und das Schiff auf derselben Strecke einsetzte. Am 4. Juni 1910 lief sie zu ihrer ersten Fahrt für die neuen Eigner aus.
Am 12. Januar 1913 lief der Dampfer bei Halifax in dichtem Nebel auf Grund, da er der Carthiginian der Allan Line zu Hilfe kommen wollte, die in Flammen stand. Das Schiff wurde gehoben, repariert und wieder in Dienst gestellt. Am 23. Juli 1914 legte die Uranium zu ihrer letzten Fahrt für die Uranium Steamship Company ab.

## Cunard Line
Im Mai 1916 erfolgte die Übernahme an die britische Cunard Line, die die Bestände der Uranium Steamship Company übernahm, um bisherige Kriegsverluste auszugleichen. In diesem Zug erhielt das Schiff den neuen Namen Feltria. Ab November 1916 wurde das Schiff im Personen- und Frachtverkehr zwischen Avonmouth und New York eingesetzt.
Am 5. Mai 1917 wurde die Feltria acht Seemeilen vor der Landzunge Mine Head an der Küste der südirischen Grafschaft Waterford von dem deutschen U-Boot UC 48 (Oberleutnant zur See Kurt Ramien) versenkt (Position 51.56N, 07.24W). Dabei kamen 45 Menschen ums Leben, darunter der Kapitän der Feltria, Walter George Price von der britischen Handelsmarine.